# Liriomyza asclepiadis
Liriomyza asclepiadis este o specie de muște din genul Liriomyza, familia Agromyzidae, descrisă de Spencer în anul 1969. Conform Catalogue of Life specia Liriomyza asclepiadis nu are subspecii cunoscute.